# Heidi Karlsson
Chris Heidi Rosalie Karlsson, tidigare Kronvall, född 19 november 1969 i Maria församling i Helsingborg, är en svensk politiker (sverigedemokrat). Hon var ordinarie riksdagsledamot 2017–2018 för Malmö kommuns valkrets (dessförinnan var hon tjänstgörande ersättare i riksdagen i perioder under åren 2014–2015 och 2016–2017 för olika ledamöter invalda för valkretsarna Jönköpings län, Västra Götalands läns östra, Hallands län, Stockholms län respektive Malmö kommun).
Hon var från och med den 22 december 2014 till och med den 15 maj 2015 samt från och med den 11 januari 2016 till och med den 1 juni 2017 ersättare för ledamot i Sveriges riksdag. Från den 2 juni 2017 fram till riksdagsvalet 2018 var hon ordinarie ledamot, efter att Anders Forsberg avgått. Hon var suppleant i Socialförsäkringsutskottet från den 25 februari 2016.
Heidi Karlsson är undersköterska. I början av 2015 bytte hon namn från Kronvall till Karlsson.